# Antipino (Kraj Ałtajski)
Antipino (ros. Антипино) – wieś (sieło) w Rosji, w Kraju Ałtajskim, w rejonie togulskim. W 2010 liczyła 1419 mieszkańców.